# Jaime Luiz Coelho
Jaime Luiz Coelho (ur. 26 lipca 1916 w Franci w Brazylii, zm. 5 sierpnia 2013) – brazylijski arcybiskup.

## Życiorys
W wieku 8 lat był ministrantem w katedrze Matki Boskiej Poczęcia we Franci. W dniu 7 grudnia 1941 roku otrzymał święcenia kapłańskie w katedrze w São Sebastião w Ribeirao Preto. 3 grudnia 1956 roku został mianowany biskupem diecezji Maringa, a w dniu 20 stycznia 1957 roku został wyświęcony na biskupa. 16 października 1979 roku został mianowany arcybiskupem archidiecezji Maringa przez papieża Jana Pawła II. Zrezygnował z tego stanowiska w dniu 7 maja 1997 roku. Zmarł 5 sierpnia 2013 roku mając 97 lat.